# Furkan Dursun
Furkan Dursun (* 14. März 2005) ist ein österreichischer Fußballspieler.

## Karriere

### Verein
Dursun begann seine Karriere bei der ISS Admira. Im März 2012 wechselte er zum First Vienna FC. Zur Saison 2014/15 wechselte er in die Jugend des SK Rapid Wien, bei dem er ab der Saison 2019/20 auch sämtliche Altersstufen in der Akademie durchlief.
Im Februar 2023 debütierte er für die zweite Mannschaft von Rapid in der 2. Liga, als er am 17. Spieltag der Saison 2022/23 gegen den Floridsdorfer AC in der 77. Minute für Dragoljub Savić eingewechselt wurde. Am 24. Spieltag erzielte der 18-Jährige gegen SK Vorwärts Steyr sein erstes Tor. Bis Saisonende kam er zu 14 Zweitligaeinsätzen, in denen er zweimal traf. Mit Rapid II stieg er aber aus der 2. Liga ab.
Im Februar 2024 stand Dursun gegen den Wolfsberger AC erstmals im Kader der Bundesligamannschaft der Wiener. Sein Debüt in der Bundesliga gab er dann im März 2024 gegen den SK Austria Klagenfurt. Für Rapid kam er zu acht Bundesligaeinsätzen, ehe er im August 2025 an den Zweitligisten SKN St. Pölten verliehen wurde.

### Nationalmannschaft
Dursun debütierte im September 2021 gegen Dänemark im österreichischen U-17-Team. Im September 2022 gab er gegen Schweden sein Debüt für die U-18-Auswahl. Zwischen September 2023 und März 2024 spielte er siebenmal im U-19-Team.
Im März 2025 gab Dursun sein Debüt in der U-21-Auswahl.